# Барбурсвілл (Західна Вірджинія)
Барбурсвілл (англ. Barboursville) — селище (англ. village) в США, в окрузі Кабелл штату Західна Вірджинія. Населення — 4456 осіб (2020).

## Географія
Барбурсвілл розташований за координатами 38°24′22″ пн. ш. 82°17′47″ зх. д. / 38.40611° пн. ш. 82.29639° зх. д. (38.406005, -82.296388).  За даними Бюро перепису населення США в 2010 році селище мало площу 10,85 км², з яких 10,60 км² — суходіл та 0,25 км² — водойми.

## Демографія
Згідно з переписом 2010 року, у селищі мешкали 3964 особи в 1528 домогосподарствах у складі 904 родин. Густота населення становила 365 осіб/км².  Було 1625 помешкань (150/км²).
Расовий склад населення:
| - 94,1 % — білих - 3,1 % — чорних або афроамериканців - 1,3 % — азіатів - 0,2 % — корінних американців |

До двох чи більше рас належало 1,2 %. Частка іспаномовних становила 0,7 % від усіх жителів.
За віковим діапазоном населення розподілялося таким чином: 16,8 % — особи молодші 18 років, 65,7 % — особи у віці 18—64 років, 17,5 % — особи у віці 65 років та старші. Медіана віку мешканця становила 38,8 року. На 100 осіб жіночої статі у селищі припадало 111,4 чоловіків;  на 100 жінок у віці від 18 років та старших — 114,9 чоловіків також старших 18 років.
Середній дохід на одне домашнє господарство  становив 52 807 доларів США (медіана — 39 068), а середній дохід на одну сім'ю — 63 477 доларів (медіана — 45 333). Медіана доходів становила 57 609 доларів для чоловіків та 26 696 доларів для жінок. За межею бідності перебувало 7,9 % осіб, у тому числі 0,0 % дітей у віці до 18 років та 0,8 % осіб у віці 65 років та старших.
Цивільне працевлаштоване населення становило 1444 особи. Основні галузі зайнятості: освіта, охорона здоров'я та соціальна допомога — 36,6 %, роздрібна торгівля — 18,5 %, виробництво — 11,4 %, науковці, спеціалісти, менеджери — 7,1 %.